# No Limit Top Dogg
Albums de Snoop Dogg
Da Game Is to Be Sold Not to Be Told
(1998) Tha Last Meal
(2000)
Singles
1. G Bedtime Stories
Sortie : 6 février 1999
2. Bitch Please
Sortie : 29 avril 1999
3. Down for My N's
Sortie : 27 septembre 1999

No Limit Top Dogg est le quatrième album studio de Snoop Dogg, sorti le 11 mai 1999.
Il s'agit de son deuxième opus publié sur le label No Limit Records. Cet album inclut des participations de C-Murder, Raphael Saadiq, Silkk the Shocker, Dr. Dre, Xzibit, Nate Dogg, Warren G...
L'album s'est classé 1er au Top R&B/Hip-Hop Albums et 2e au Billboard 200, avec plus d'1 100 000 d'exemplaires en 1999. No Limit Top Dogg a été certifié disque de platine par la Recording Industry Association of America (RIAA) le 13 octobre 1999.
L'album a été plutôt bien accueilli par la critique. En 2013, le magazine Complex l'a classé à la 17e place des « 25 meilleurs albums No Limit ».

## Liste des titres
| No  | Titre | Auteur                                                                                       | Contient un (des) sample(s) de | Durée |
| --- | --- | -------------------------------------------------------------------------------------------- | --- | ----- |
| 1.  | Dolomite (Intro) (featuring Rudy Ray Moore)                                                                     | Rudy Ray Moore                                                                               | | 0:27  |
| 2.  | Buck 'Em (featuring Sticky Fingaz – Produit par Dr. Dre)                                                        | Calvin Broadus, Jr., Kirk Jones                                                              | | 2:44  |
| 3.  | Trust Me (featuring Suga Free et Sylk-E. Fyne – Produit par Bud'da)                                             | Calvin Broadus, Jr., Dejuan Rice, L. Johnson                                                 | I Wish He Didn't Trust Me So Much de Bobby Womack                                                                                 | 4:09  |
| 4.  | My Heat Goes Boom (Produit par Wells)                                                                           | Calvin Broadus, Jr.                                                                          | Only in California de Mack 10 featuring Ice Cube et Snoop Dogg                                                                    | 3:40  |
| 5.  | Dolomite (Interlude) (featuring Rudy Ray Moore)                                                                 | Rudy Ray Moore                                                                               | | 0:53  |
| 6.  | Snoopafella (Produit par Ant Banks)                                                                             | Calvin Broadus, Jr.                                                                          | | 5:22  |
| 7.  | In Love with a Thug (Produit par Meech Wells)                                                                   | Calvin Broadus, Jr.                                                                          | Moments in Love d'Art of Noise | 3:44  |
| 8.  | G Bedtime Stories (Produit par Meech Wells)                                                                     | Calvin Broadus, Jr.                                                                          | | 2:15  |
| 9.  | Down 4 My Niggaz (featuring C-Murder et Magic – Produit par KLC)                                                | Calvin Broadus, Jr., Corey Miller, Awood Johnson                                             | Ike's Mood I d'Isaac Hayes | 3:46  |
| 10. | Betta Days (Produit par Meech Wells et Def Jeff)                                                                | Calvin Broadus, Jr.                                                                          | I Like Funky Music d'Uncle Louie Heartbeat de Taana Gardner                                                                       | 3:56  |
| 11. | Somethin' Bout Yo Bidness (featuring Raphael Saadiq – Produit par G-One)                                        | Calvin Broadus, Jr., Raphael Saadiq                                                          | | 4:12  |
| 12. | Bitch Please (featuring Xzibit et Nate Dogg – Produit par Dr. Dre)                                              | Calvin Broadus, Jr., Alvin Joiner, Nathaniel Hale                                            | Smooth Operator de Sade Treat Her Like a Prostitute de Slick Rick Aqua Boogie (A Psychoalphadiscobetabioaquadoloop) de Parliament | 3:54  |
| 13. | Doin' Too Much (Produit par DJ Quik)                                                                            | Calvin Broadus, Jr.                                                                          | Zoom des Commodores | 4:07  |
| 14. | Gangsta Ride (featuring Silkk the Shocker – Produit par Meech Wells)                                            | Calvin Broadus, Jr., Vyshonn Miller                                                          | | 3:44  |
| 15. | Ghetto Symphony (featuring Mia X, Fiend, C-Murder, Silkk the Shocker, Mystikal et Goldie Loc – Produit par KLC) | Calvin Broadus, Jr., Mia Young, Corey Miller, Vyshonn Miller, Michael Tyler, Keiwan Spillman | The Symphony de Marley Marl et Big Daddy Kane featuring Masta Ace, Craig G et Kool G Rap                                          | 5:40  |
| 16. | Party with a D.P.G. (Produit par Jelly Roll])                                                                   | Calvin Broadus, Jr.                                                                          | Shining Star d'Earth, Wind & Fire                                                                                                 | 4:55  |
| 17. | Buss'n Rocks (Produit par DJ Quik)                                                                              | Calvin Broadus, Jr.                                                                          | Agony of Defeet de Parliament Love and Affection d'Ike White                                                                      | 4:23  |
| 18. | Just Dippin' (featuring Dr. Dre et Jewell – Produit par Dr. Dre)                                                | Calvin Broadus, Jr., Andre Young, Jewell Caples                                              | | 4:03  |
| 19. | Don't Tell (featuring Warren G, Mausberg & Nate Dogg – Produit par DJ Quik)                                     | Calvin Broadus, Jr., Warren Griffin, Johnny Burns, Nathaniel Hale                            | Ain't No Fun (If the Homies Can't Have None) de Snoop Dogg featuring Nate Dogg, Kurupt et Warren G                                | 4:47  |
| 20. | 20 Minutes (featuring Goldie Loc – Produit par Goldie Loc)                                                      | Calvin Broadus, Jr., Keiwan Spillman                                                         | Row, Row, Row Your Boat (traditionnel)                                                                                            | 3:59  |
| 21. | I Love My Momma (Produit par Meech Wells)                                                                       | Calvin Broadus, Jr.                                                                          | | 3:06  |